# 奇異博士2：失控多重宇宙
是一部於2022年上映的美國超級英雄電影，改編自漫威漫畫旗下同名角色的故事。本片由漫威影業製作，並由華特迪士尼工作室電影負責發行。本片是2016年電影《奇異博士》的續集，亦是漫威電影宇宙的第28部電影作品，屬於漫威電影宇宙第四階段。本片由山姆·雷米執導，班奈狄克·康柏拜區回歸領銜出演奇異博士，並由伊莉莎白·歐森、霍奇爾·戈梅茲、瑞秋·麥亞當斯、黃凱旋和奇維托·艾吉佛等人主演。本片的時間點設定在《蜘蛛人：無家日》後，留存者之死導致漫威電影宇宙與多元宇宙建立聯繫，奇異博士在必須解決又一場多元宇宙危機的同時還要面對一位以前的盟友所帶來的威脅。
2016年10月，導演史考特·德瑞森已經籌劃電影《奇異博士》的續集。2018年12月，漫威影業與史考特·德瑞森簽訂續集的執導協議，班奈狄克·康柏拜區和黃凱旋確認分別回歸出演「奇異博士」史蒂芬·史傳奇和王。次年7月，漫威影業正式宣佈啟動製作，伊莉莎白·歐森亦將參演電影，回歸出演「緋紅女巫」汪達·麥西莫夫。10月，傑德·巴特利特（Jade Bartlett）被聘為編劇。2020年1月，史考特·德瑞森宣佈因與漫威影業產生創作分歧而決定不再執導影片，但仍然擔當執行製片人。2月，Disney+影集《洛基》的首席編劇麥可·沃爾德倫確定執筆劇本。4月，山姆·雷米正式確定執導影片。影片於同年11月在英國倫敦開機拍攝，但製作組因應2019冠狀病毒病疫情而於次年1月暫停拍攝；兩個月後恢復拍攝作業，4月在英格蘭森麻實郡殺青。拍攝地點還包括英格蘭薩里郡和美國洛杉磯。
《奇異博士2：失控多重宇宙》於2022年5月2日在洛杉磯杜比劇院舉行全球首映禮，2022年5月6日在美國上映。電影在影評界獲得正面為主的評價，影評家讚譽山姆·雷米的導演、視覺效果、樂譜、製作設計、電影攝影、班奈狄克·康柏拜區與伊莉莎白·歐森的演出表現，但是批評劇本方面的問題。

## 劇情
在多元宇宙之間的夾縫空間裏，阿美莉卡·查維茲與617號宇宙的至尊魔法師捍衛者史傳奇正在逃離一隻魔物的追殺。決心阻止查維茲的能力落入敵手的捍衛者史傳奇在重傷的情況下，因為自知無法擊敗魔物而決定奪取查維茲的能力，但還未完成吸取的過程就已經被魔物所殺。極度恐慌的查維茲此時無意中打開了一道跨維度傳送門，瀕死的捍卫者史传奇用尽最后力气协助查維茲掙脫魔物的捆綁後雙雙跌入傳送門而穿越到了616號宇宙（主宇宙）。上述事件出現在曾经历过一次多元宇宙事件的史蒂芬·史傳奇的夢境中，不以為意的他便前往了附近的一家教堂參與前女友克莉絲汀·帕默的婚禮，然而一隻在紐約市街頭不斷追殺查維茲的異次元章魚怪物卻在教堂前的馬路大肆破壞，史傳奇於是立即和趕到的至尊魔法師王聯手擊殺怪物，被救下的查維茲向史傳奇解釋道這些魔物的製造者意圖奪取她還無法自由控制的穿越多元宇宙的能力。
王在章魚和捍卫者史传奇的屍體上發現了巫術的痕跡，史傳奇因此拜訪在西景鎮事件後獨自隱居的汪達·麥西莫夫，卻發現原來汪達就是派出異次元怪物追殺查維茲的始作俑者，原來汪達靠翻閱黑暗神書習得禁忌魔法。由於汪達每晚都夢見自己曾以幻像魔法創造出的兩個兒子比利和湯米，因此她認為他們在另一個宇宙中真實存在，便決定綁架查維茲，意圖奪取其能力以跟兩位兒子團圓。但史傳奇在考慮到多元宇宙的安危後拒絕交出查維茲，汪達於是攻破卡瑪泰姬並殺死眾多魔法師，查維茲在被汪達綁起時再次因極度恐慌而意外開啟了傳送門，與史傳奇一同被吸入傳送門並穿越至838號宇宙。汪達為了盡快找到查維茲而施展黑暗神書中的禁忌咒語「夢行」（Dreamwalking），並在附身於838號宇宙中的自己時發現該宇宙中的自己正在跟比利和湯米一起快樂地生活。一名倖存的女魔法師莎拉此時犧牲自己摧毀了黑暗神書，惱羞成怒的汪達便脅迫王帶她到黑暗神書的來源地萬達格山。
與此同時，史傳奇和查維茲抵達838號宇宙後到達該宇宙的至聖所，卻被該宇宙的至尊魔法師卡爾·莫度遞解到光明會基地，並會見了一眾光明會成員——復仇者先鋒卡特隊長、異人族之首布黑格·伯特剛、「驚奇隊長」瑪莉亞·藍博、驚奇4超人隊長李德·理查斯和變種人查爾斯·賽維爾。史傳奇獲悉838號宇宙中的自己不顧後果使用黑暗神書、以夢行穿越多元宇宙的方式尋找對抗薩諾斯的方法，結果卻造成了「大侵入」而徹底摧毀了另一個宇宙，最後反省到自己的過錯而選擇向光明會坦白自己的行為，並在光明會使用維山帝之書擊殺薩諾斯並阻止大侵入後自願被光明會處決。莫度因此認為多元宇宙中所有的史傳奇均是最大的威脅，此时在616號宇宙的萬達格聖殿上獲得了更強力量的汪達重新建立夢行，並在成功附身838號宇宙中的自己後在光明會審判史傳奇前闖進基地，更在史傳奇用計困住莫度時憑一己之力殲滅整個光明會。史傳奇與成功逃脱的查維茲和光明會的科學家——838號宇宙中的克莉絲汀會合，三人一同進入多元宇宙間的夾縫空間尋找維山帝之書。但維山帝之書卻被及時趕到的汪達摧毁，查維茲亦被汪達以魔法控制而開啟傳送門，史傳奇及克莉絲汀因而被傳送至另一個宇宙，汪達則在主宇宙中開始施咒奪取查維茲的力量。
史傳奇和克莉絲汀發現他們身處在一個因被捲入大侵入而千瘡百孔的未知宇宙中，得知災難的始作俑者正是這個宇宙的史傳奇，他因為翻閱黑暗神書而心靈腐化並淪為「邪惡史傳奇」。史傳奇奮力擊敗邪惡史傳奇後決定為了拯救查維茲而越俎代庖使用該宇宙中的黑暗神書，夢行附身早前在主宇宙中埋葬的捍衛者史傳奇的屍體，並趕到萬達格聖殿救下王和查維茲；又靠王的協助成功制止汪達奪取查維茲的能力，同時教導查維茲學會掌握住能力而反擊。查維茲在史傳奇的鼓勵下集中精神，成功將汪達擊至838號宇宙。試圖與兩個兒子「團圓」的汪達立即將838號宇宙的汪達擊傷，卻從兩個兒子驚恐的表情和反應中意識到他們對她產生了恐懼。醒悟的汪達終於決定放棄自己的幻想，並為了阻止黑暗神書再次腐化他人的心靈而利用魔法摧毀了整個萬達格聖殿，多元宇宙中的所有黑暗神書副本亦因而不復存在。完成使命的史傳奇與克莉絲汀重新審視彼此，並靠查維茲協助而返回各自的宇宙中。
大戰過後，一行人回到正在維修的卡瑪泰姬，為了熟練能力而成為一名魔法學徒的查維茲與倖存的魔法師一起繼續進行訓練，史傳奇則回到紐約至聖所。然而，某天在街上，史傳奇突然感到頭痛欲裂，隨後額頭上更與邪惡史傳奇一樣出現了第三隻眼。其後，一名神秘女子於紐約市街頭找上了史傳奇，並表示他的行為引發了大侵入，要求他幫忙阻止，史傳奇二話不說便跟著她進入了黑暗次元。

## 演員
| 演員              | 角色                    | 備註 |
| ----------------- | ----------------------- | --- |
| 班奈狄克·康柏拜區 | 史蒂芬·史傳奇／奇異博士 | 原是優秀的天才神經外科醫生，因為一場車禍傷到雙手而無法再執刀。為了醫治雙手四處求醫，遇到擁有神祕魔法力量的古一，於古一去世後成為至尊魔法師，但因彈指事件消失的五年間讓位給王。曾協助“蜘蛛人”彼得·帕克阻止一場多元宇宙危機，如今親自穿越多元宇宙阻止另一場多元宇宙危機發生。 |
| 班奈狄克·康柏拜區 | 至尊史傳奇              | 838號宇宙中的史傳奇，在眾復仇者因東尼·史塔克創造了代替復仇者守護世界的奧創而退休後組建了光明會，但其後在泰坦星戰役中使用黑暗神書嘗試尋找對抗薩諾斯的方法而導致了大侵入的發生，最終自願被光明會處決。                                                                        |
| 班奈狄克·康柏拜區 | 捍衛者史傳奇            | 617號宇宙中的史傳奇，曾與查維茲並肩作戰，最終為保護其體內的超能力而戰死。 |
| 班奈狄克·康柏拜區 | 邪惡史傳奇              | 另一宇宙中的史傳奇，負責保管該宇宙中的黑暗神書，為了在多重宇宙中找到一個能與克莉絲汀·帕默一起幸福地生活的自己而使用黑暗神書，但始終未嘗所願，反而被黑暗神書腐蝕心靈，其後開始屠殺多重宇宙中的其他自己，並逐漸摧毀自己所處的宇宙。                                           |
| 伊莉莎白·歐森     | 汪達·麥西莫夫／緋紅女巫 | 復仇者聯盟的成員，擅長使用混沌魔法，亦能夠重寫現實，擁有遠端操縱他人腦部和心靈輸送的能力。史傳奇為應對多重宇宙向她求助，但也因此與汪達對上。汪達經過2021年Disney+劇集《汪達幻視》中的「獨特生活經歷」之後，在影片中繼續角色的發展歷程。                                     |
| 伊莉莎白·歐森     | 汪達·麥西莫夫           | 838號宇宙中的汪達，與兩個兒子一起幸福地生活。 |
| 霍奇爾·戈梅茲     | 阿美莉卡·查維茲         | 來自另一宇宙的少女，自幼便擁有打開傳送門跨維度旅行的能力。致力於守護世界的史傳奇和王對她的超能力感到十分棘手。如同原作漫畫中的設定，查維茲是女同性戀。 |
| 瑞秋·麥亞當斯     | 克莉絲汀·帕默           | 外科醫生，史傳奇的前同事和前女友。在2016年電影《奇異博士》中，史傳奇選擇守護紐約至聖所而與帕默分手，本片繼續展現史傳奇對帕默的感情。與此同時，帕默即將與他人結婚。 |
| 瑞秋·麥亞當斯     | 克莉絲汀·帕默           | 838號宇宙中的帕默，在該宇宙的史傳奇被處決後自願加入光照會工作。 |
| 黃凱旋            | 至尊魔法師王            | 神秘的魔法大師，因史傳奇於彈指事件後失蹤而接替其位置成為至尊魔法師。原本負責管理卡瑪泰姬的圖書館，擁有淵博的武術和魔法知識。 |
| 奇維托·艾吉佛     | 卡爾·莫度               | 838號宇宙中的光明會成員，在該宇宙的史傳奇被處決後以史傳奇的師弟的身份繼承至尊魔法師之位。艾吉佛此前在2016年電影《奇異博士》出演主宇宙中的相應角色。 |
| 柏德烈·史釗活     | 查爾斯·賽維爾／X教授    | 客串，838號宇宙中的光明會成員，史釗活此前在二十世紀福斯製作和發行的《X戰警系列電影》中出演10005號宇宙中的相應角色。 |
| 海莉·艾特沃       | 佩姬·卡特／卡特隊長     | 客串，838號宇宙中的光明會成員。艾特沃此前在2021年Disney+動畫影集《無限可能：假如…？》中聲演82111號宇宙中的卡特隊長。 |
| 約翰·卡拉辛斯基   | 李德·理查斯／神奇先生   | 客串，838號宇宙中的光明會成員。神奇先生為「神奇四俠」的成員，該組織此前曾在《神奇四俠系列電影》中登場。 |
| 拉沙娜·林奇       | 瑪莉亞·藍博／驚奇隊長   | 客串，838號宇宙中的光明會成員。在主宇宙中的瑪莉亞·藍博為天劍局前局長，是「驚奇隊長」卡蘿·丹佛斯擔任空軍飛行員時的隊員兼摯友，亦由林奇飾演。 |
| 安森·蒙特         | 布黑格·伯特剛／黑蝠王   | 客串，838號宇宙中的光明會成員，蒙特此前在漫威ABC系列電視劇《異人族》中飾演相應角色。 |
| 朱利安·希利亞德   | 比利                    | 838號宇宙中的汪達的兒子，二人此前在影集《汪達幻視》中分別出演主宇宙中的相應角色。 |
| 傑特·克萊恩       | 湯米                    | 838號宇宙中的汪達的兒子，二人此前在影集《汪達幻視》中分別出演主宇宙中的相應角色。 |
| 麥可·斯圖巴       | 尼科蒂姆·韋斯特         | 外科醫生，史傳奇的前同事與競爭對手。斯圖巴此前在前作《奇異博士》中出演相應角色。 |
| 多波·雷斯尼懷羅   | 哈密爾大師              | 卡瑪泰姬的祕法大師，雷斯尼懷羅此前在前作《奇異博士》中出演相應角色。 |
| 席拉·亞汀         | 莎拉                    | 卡瑪泰姬的女魔法師，該角色在漫畫中為王的愛人。 |

此外，查理兹·塞隆在片尾彩蛋中客串飾演克莉，該角色在漫畫中為奇異博士的弟子和妻子。布魯士·坎貝爾客串飾演838號宇宙中的餐車老闆。巨型獨眼多腳怪物出現於影片之中，該角色的漫畫原型是奇異博士的勁敵欰魔-葛拉斯，其創作靈感源自克蘇魯神話。亞當·休吉爾聲演牛頭人林特拉，該角色來自拉瓦爾星球，在卡瑪泰姬學習魔法。編劇麥可·沃爾德倫亦客串飾演帕默婚禮上的一位賓客。羅斯·馬奎德為838號宇宙中的奧創無人機配音。

## 製作

### 開發
2016年4月，《奇異博士》的聯合編劇之一C·羅柏·卡吉爾表示他已經與漫威影業溝通了關於續集的一些初步想法。導演史考特·德瑞森強調這個角色在漫畫原作中具有太多「怪異的元素」，二人將在此後的影片中對此有所表現。10月，德瑞森確定了關於續集的計劃，表示：「我喜歡這個角色，以及視覺表現上的多種可能性。而且我了解漫畫原作，（第一部電影）只是展現出原作的冰山一角，還有很多內容可以挖掘和製作。」他想要效仿2008年電影《蝙蝠俠—黑夜之神》，「引入一個反派角色，帶來更多深刻的內心體驗」。主演班奈狄克·康柏拜區透露他已經與漫威影業簽約了不止一部奇異博士的個人電影。德瑞森希望能在續集中引入超級反派夢魘，並表示希望在續集中進一步探索班傑明·布萊特飾演的角色強納森·潘柏恩（Jonathan Pangborn）和哈米爾，他們在第一部電影中戲份很少。德瑞森補充說，由於與漫威影業總裁凱文·費吉以及2018年電影《復仇者聯盟3：無限之戰》和2019年電影《復仇者聯盟4：終局之戰》的聯合導演羅素兄弟關係交好，他「熟知」奇異博士在復仇者電影中的作用。第一部電影的聯合編劇之一喬恩·史派茲表示有興趣將克莉引入續集。
2017年4月，報道稱在完成Netflix影集《致命鑰匙》的拍攝工作之後，德瑞森會回歸開發《奇異博士》續集。2018年12月，德瑞森正式與漫威簽訂了執導續集的協議。班奈狄克·康柏拜區、瑞秋·麥亞當斯和黃凱旋確認回歸，分別繼續出演奇異博士、克莉絲汀·帕默和王。漫威開始尋找續集編劇，《好萊塢報導》稱劇本將於2019年完成，計劃在2020年初開始拍攝，有望定檔於2021年5月。2019年7月20日，漫威在聖地牙哥國際漫畫展上公佈影片正式片名為《奇異博士2：失控多重宇宙》（Doctor Strange in the Multiverse of Madness），同時宣佈伊莉莎白·歐森將在電影中出現並擔當聯合主演，繼續出演「緋紅女巫」汪達·麥西莫夫。導演史考特·德瑞森表示相較於第一部《奇異博士》，續集將添加更多漫畫中展現出的「哥德式」恐怖元素。凱文·費吉透露Disney+影集《汪達幻視》和《洛基》以及2021年電影《蜘蛛人：無家日》的相關劇情將影響電影情節。歐森在《汪達幻視》中飾演緋紅女巫，歐森在拍攝《汪達幻視》時並未提前得知《奇異博士2：失控多重宇宙》的故事內容，以免拍攝時受此影響。班奈狄克·康柏拜區此前亦在電影《蜘蛛人：無家日》中飾演奇異博士。凱文·費吉雖然在2019年11月透露《洛基》的劇情將與《奇異博士2：失控多重宇宙》連動，2021年5月他沒有再次確認這個說法。2021年7月，《好萊塢報導》稱湯姆·希德斯頓有望參演影片，繼續出演漫威電影宇宙的角色洛基。

### 前期製作

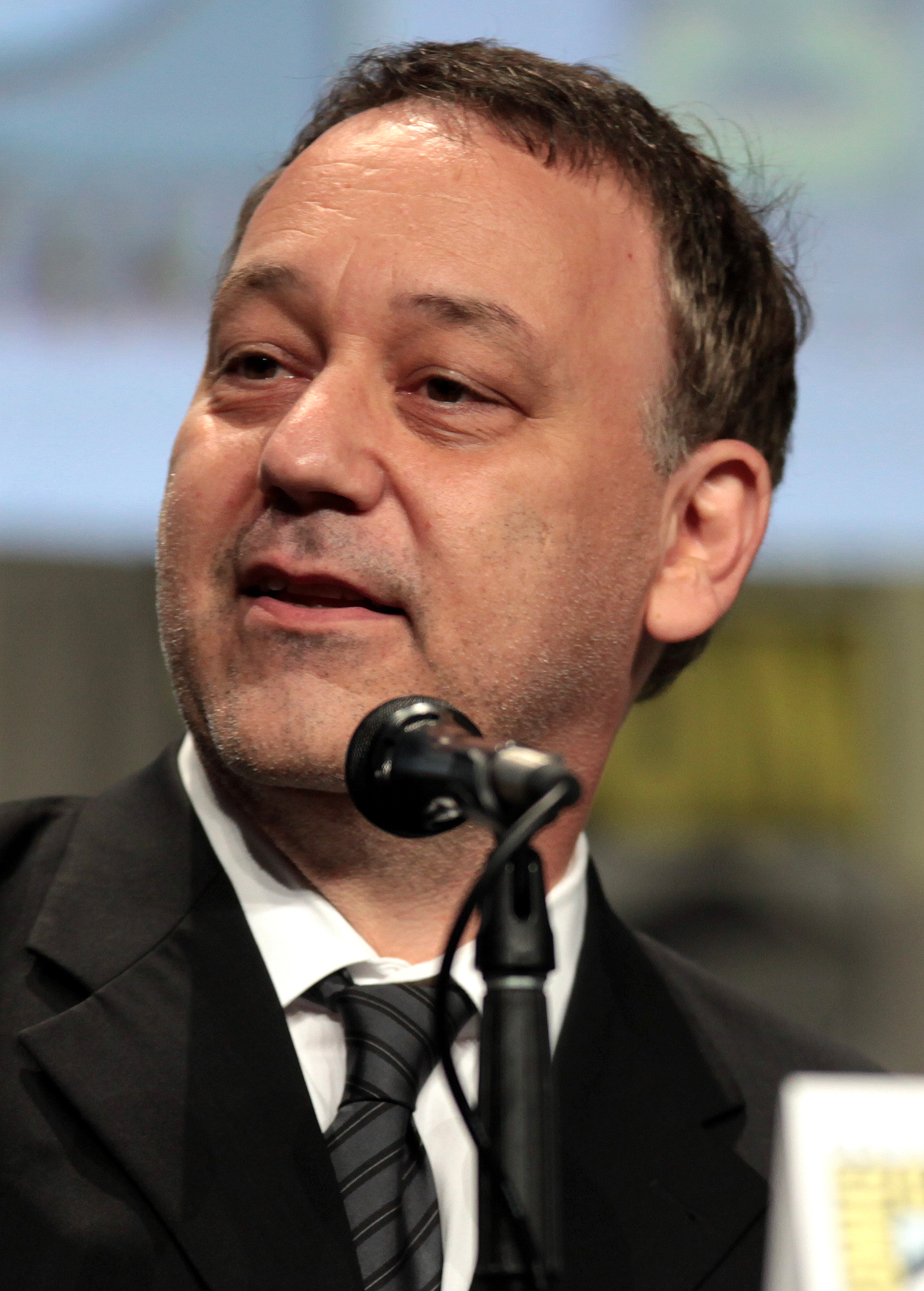
導演山姆·雷米

2019年10月，漫威宣佈啟用新人編劇傑德·巴特利特（Jade Bartlett）為影片撰寫劇本。12月，凱文·費吉表示多重宇宙是「漫威電影宇宙發展的下一步」，《奇異博士2：失控多重宇宙》的情節將影響第四階段的多部電影和Disney+電視劇。同月，凱文·費吉明確表示《奇異博士2：失控多重宇宙》並不是一部恐怖電影，並將其與1981年電影《法櫃奇兵》、1984年電影《魔宮傳奇》、《小精靈》和1982年電影《鬼哭神號》作比較，認為導演史考特·德瑞森擅長將恐怖元素融入劇情片之中。凱文·費吉還透露影片將引入令人意外的新角色。
2020年1月，史考特·德瑞森宣佈因與漫威存在創作分歧，不再執導影片，但是仍然擔當執行製片人。德瑞森的退出不會影響拍攝進程，製作組仍計劃於2020年5月開機拍攝。《奇異博士》的聯合編劇之一C·羅柏·卡吉爾表示，他與史考特·德瑞森構思了一個與漫威設想完全不同的劇本，因此兩人沒有繼續為《奇異博士2：失控多重宇宙》撰寫劇本草稿。德瑞森稱雖然離開該項目是個艱難決定，但是他不想就此妥協，製作一部與自己想法背道而馳的電影。
2020年2月，山姆·雷米與漫威影業進入商談階段，奇維托·艾吉佛有望回歸，繼續出演卡爾·莫度。同月，《洛基》的首席編劇麥可·沃爾德倫確定與傑德·巴特利特共同撰寫劇本。數週之後，山姆·雷米與漫威影業簽署導演協議，沃爾德倫與雷米捨棄了德瑞森和巴特利特創作的恐怖基調的劇本草案，重新構思劇本。沃爾德倫與主演伊莉莎白·歐森以及《汪達幻視》的首席編劇潔克·薛佛協作，確保《奇異博士2：失控多重宇宙》中汪達·馬克希莫夫的故事線自然延續影集中的情節。班奈狄克·康柏拜區原計劃在《汪達幻視》中出演「奇異博士」史蒂芬·史傳奇，但最終這一設想被否決，進而導致需要重寫《奇異博士2：失控多重宇宙》的部分劇本。儘管電影在故事情節上設定於影集《汪達幻視》之後，但電影在製作時考慮到沒有觀看過影集《汪達幻視》的觀眾，在他們觀影時不會產生困惑。創作團隊還在前期製作階段得知2021年動畫影集《無限可能：假如…？》中與奇異博士相關的故事情節。
2020年3月底，受2019冠狀病毒病疫情影響，影片的前期製作將透過遠隔工作完成，並計劃於2020年5月開機拍攝。4月3日，電影的上映日期延後至2021年11月5日。同月，索尼宣佈推遲《蜘蛛人：無家日》的上映日期，進而導致迪士尼再次將《奇異博士2：失控多重宇宙》的上映日期延後至2022年3月25日。6月底，奇維托·艾吉佛正式確認回歸出演影片，並透露會盡快展開拍攝作業。10月1日，主演班奈狄克·康柏拜區透露影片仍在前期製作，計劃於當月底或者11月初在倫敦開機拍攝。10月，霍奇爾·戈梅茲確定參演影片。

### 拍攝

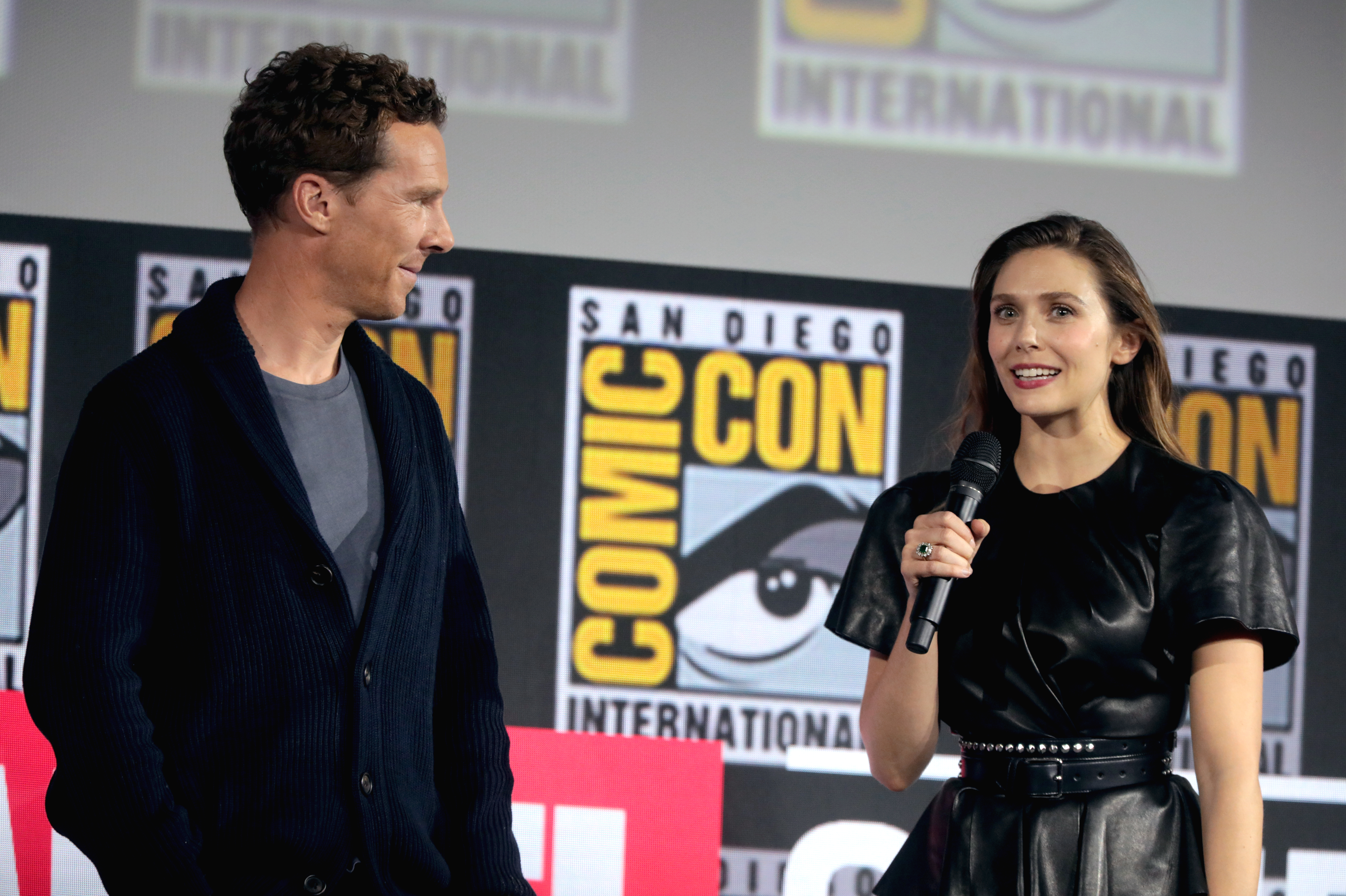
主演班奈狄克·康柏拜區和伊莉莎白·歐森在2019年聖地牙哥國際漫畫展

影片的主體拍攝原定於2020年6月開機。受2019冠狀病毒病疫情影響，製作組計劃推遲至2020年11月4日在倫敦開機拍攝，約翰·馬錫森擔當攝影指導。拍攝時的工作標題為「恆星渦旋」（Stellar Vortex）。11月1日，為防控急速上升的第二波新冠疫情，英國首相鮑里斯·約翰遜宣佈英格蘭地區於11月5日至12月2日實行全面封鎖措施，但影片的拍攝作業不受封鎖管制的影響。製作組於11月下旬正式開啟拍攝作業，主演歐森完成影集《汪達幻視》的拍攝工作之後，隨後於11月25日起參與電影在倫敦周邊片場的拍攝作業。12月初，製作組在英格蘭薩里郡的朗克羅斯片場拍攝。同月，瑞秋·麥亞當斯確定回歸出演克莉絲汀·帕默。漫威在投資人會議上宣佈黃凱旋回歸出演王，奇維托·艾吉佛回歸出演卡爾·莫度，霍奇爾·戈梅茲出演阿美莉卡·查維茲。主演班奈狄克·康柏拜區完成2020年10月開機的電影《蜘蛛人：無家日》中自己的戲份拍攝之後，參與《奇異博士2：失控多重宇宙》的拍攝作業。
2021年1月6日，受英國當時2019冠狀病毒病確診病例驟增的影響，製作組暫停拍攝作業，主演歐森此時已完成為期三週的拍攝作業。歐森透露很高興能與導演山姆·雷米合作，並對他所使用的攝影技術感到滿意，稱製作組籌劃營造「恐怖片氛圍」。場記喬·貝克特（Joe Beckett）稱影片具有黑暗風格。康柏拜區稱影片相較於此前的漫威電影宇宙電影有著更多互動和協作，此前的影片中他只是「隨眾參與其中」。他透露3月中旬已經恢復拍攝作業。奇維托·艾吉佛在倫敦參與拍攝作業。3月25日，製作組在里士滿公園取景拍攝。4月，製作組在中倫敦的共濟會教堂取景拍攝。4月15日，凱文·費吉稱影片於2021年4月中旬殺青。拍攝作業於4月17日在森麻實郡的洞穴山蘋果酒農場殺青，朱利安·希利亞德（Julian Hilliard）和傑特·克萊恩（Jett Klyne）出現於片場，兩人此前分別在影集《汪達幻視》中飾演情景喜劇裡汪達·麥西莫夫和幻視的兒子比利·麥西莫夫和湯米·麥西莫夫。

### 後期製作
鮑勃·穆拉夫斯基和蒂亞·諾蘭（Tia Nolan）擔當後期剪輯師。2021年6月，歐森稱影片類似於雷米執導的《屍變》系列電影，「持續恐懼」伴隨著「驚悚與轉折」，比印第安納瓊斯系列電影更加黑暗，雷米嘗試打造「最恐怖的漫威電影」。黃凱旋透露於2021年9月完成與影片相關的工作。2021年10月，電影的美國上映日期再次延後至2022年5月6日。2021年11月，主演班奈狄克·康柏拜區透露在2021年11月至12月期間，製作組在洛杉磯進行為期六週的補拍作業。《好萊塢報導》稱補拍中會涉及部分重要場景，此前因受2019冠狀病毒病疫情影響，演員檔期衝突導致相關戲份未能拍攝。

## 音樂
2019年10月，報道稱麥可·吉亞奇諾回歸為影片作曲，他此前是《奇異博士》的作曲家。山姆·雷米接手導演職位之後，丹尼·葉夫曼接替麥可·吉亞奇諾為影片作曲，他此前在1990年電影《魔俠震天雷》、2002年電影《蜘蛛人》、2004年電影《蜘蛛人2》和2013年電影《魔境仙蹤》中與山姆·雷米合作。丹尼·葉夫曼稱他將採用與亞倫·席維斯崔為2015年電影《復仇者聯盟2：奧創紀元》作曲時借鑒2012年電影《復仇者聯盟》中的原聲音樂的方式，參考麥可·吉亞奇諾為電影《奇異博士》創作的原聲音樂。電影的音樂原聲帶於2022年5月4日由漫威音樂和好萊塢唱片聯合發行。

## 市場營銷
2021年12月15日，漫威影業在電影《蜘蛛人：無家日》的片尾彩蛋中釋出電影院版本的貼片前導預告短片。2021年12月22日，該前導預告片正式在網路上線。的馬特·韋伯·米托維奇（Matt Webb Mitovich）稱短片「激動人心」，並注意到結尾處出現的來自另一宇宙的奇異博士，認為他是奇異博士的變體至尊奇異博士，該角色於2021年動畫影集《無限可能：假如…？》的第一季第四集〈假如奇異博士失去愛人而非雙手〉中首次出現於漫威電影宇宙。的亞歷克斯·韋爾奇（Alex Welch）表示，預告短片透露《奇異博士2：失控多重宇宙》將會把此前在多個影視項目中出現的多重宇宙相關故事線聯繫起來，包括《蜘蛛人：無家日》、《汪達幻視》、《洛基》和《無限可能：假如…？》等。的亞歷克斯·扎爾本（Alex Zalben）認為本片可看作是《無限可能：假如…？》的「直接續作」，將提高該動畫影集在漫威電影宇宙中的重要程度。的詹姆斯·格雷貝（James Grebey）認為預告短片充斥著兇險的氣息。的丹尼爾·陳（Daniel Chin）預告短片令人毛骨悚然，有意添加恐怖元素將影片與其他漫威項目區分開來。同月，基於影片人物形象製作的漫威傳奇玩偶開始發售。
2022年2月13日，漫威影業在第五十六屆超級碗廣告期間釋出第二支預告短片，隨後漫威在網路上釋出正式預告片。的賈斯汀·卡特（Justin Carter）強調預告片延續首部電影風格，使用「視覺迷幻」方法展現不同維度，並增添了更多恐怖元素，同時觀眾很興奮能夠看到短暫露面的阿美莉卡·查維茲。《娛樂週刊》的德文·科根（Devan Coggan）補充稱影片與山姆·雷米指導的其他恐怖電影有著更多共同之處。的查爾斯·普利亞姆-摩爾（Charles Pulliam-Moore）表示正式預告片透露出更多的主線情節，在《汪達幻視》和《洛基》的前期鋪墊下，影片故事將迎來高潮。諸多影評人注意到派崔克·史都華飾演的角色可能出現於預告片之中，他可能回歸飾演X戰警電影系列中的角色「X教授」查爾斯·賽維爾，進而影評人認為影片中會將光明會引入漫威電影宇宙。預告片釋出的24小時內，在Facebook、Twitter、YouTube和Instagram社群媒體上的觀看次數達到9312萬次，華特迪士尼公司稱包括Twitter、Facebook、Instagram、YouTube、TikTok、Snapchat和Google搜索等平台上的預告片在線瀏覽量為1.43億次。2022年3月，Funko推出基於影片人物形象製作的玩偶。4月，寶潔公司推出汰漬品牌廣告，王和懸浮斗篷出現於廣告之中。同月，迪士尼在電影博覽上釋出影片前20分鐘的開場片段。《漫威影業：傳奇角色》的其中三集分別以奇異博士、王和緋紅女巫為主題，於2022年4月29日播出。5月3日，日本公司Hololive Production的8名虛擬YouTuber在YouTube特別映前直播活動中宣傳影片。

## 發行
《奇異博士2：失控多重宇宙》於2022年5月2日在洛杉磯杜比劇院舉行全球首映禮，2022年5月6日在美國上映，影院上映時包括4DX、RealD 戲院、IMAX、杜比影院和ScreenX版本。
2019年7月20日，漫威在聖地牙哥國際漫畫展上公佈電影原計劃於2021年5月7日在美國上映。2020年4月，受2019冠狀病毒病疫情影響，電影的上映日期延後至2021年11月5日。同月，索尼宣佈推遲《蜘蛛人：無家日》的上映日期，進而導致迪士尼再次將《奇異博士2：失控多重宇宙》的上映日期延後至2022年3月25日，《奇異博士2：失控多重宇宙》原計劃於2022年3月在中國大陸、台灣、香港和澳門上映。2021年10月，《奇異博士2：失控多重宇宙》的美國上映日期延後至2022年5月6日。《奇異博士2：失控多重宇宙》屬於漫威電影宇宙第四階段。
2022年4月22日，《好萊塢報導》确认电影不会在沙特阿拉伯上映，原因是阿美莉卡·查維茲是女同性戀角色。沙特阿拉伯的電影分級主管納瓦夫·阿爾薩漢 (Nawaf Alsabhan) 透露迪士尼「不同意」遵循該國的審查要求，剪掉與查維茲有關的「12秒場景」， 查維茲在其中提及自己的「兩個媽媽」。影片原计划于5月5日在波斯湾国家上映，此前沙特阿拉伯、科威特和卡塔尔等国的网络售票系统已经开放预售。与此同时，阿拉伯联合酋长国的上映计划继续进行。IMAX公司确认影片不会在埃及上映。
2022年4月29日，IMDb在其官方YouTube频道上载了一段《奇异博士2：失控多重宇宙》的正片打斗片段，但该影片第25秒处出现了《大纪元时报》的免费取报箱。由于《大纪元时报》被认为与中国认定为「邪教」组织的法轮功存在联系，这一片段在中国互联网上引发争议，中国官媒《环球时报》甚至直言漫威“夹带私货”。随后中國大陸網路上关于《奇异博士2：失控多重宇宙》的相关内容被屏蔽，影片在中国大陆的上映计划极有可能因此事件受到影响，甚至取消上映。中國大陸在此事發生之前仍未確定《奇異博士2：失控多重宇宙》的上映日期。事實上，漫威電影宇宙第四階段全部已經上映的電影以及索尼蜘蛛人宇宙同時期的電影均未在中國大陸公映。2022年5月12日，迪士尼首席执行官鮑伯·查佩克在2022年第二季度财报上首次对此次抵制事件發表言論，表示“《奇异博士2：疯狂的多元宇宙》在没有中国的情况下仅耗时一周就突破5亿美元全球票房，表示这恰好说明有无中国业务对公司影响不大”，并指出“迪士尼电影在没有中国的情况下也能过的很好”。

## 迴響

### 票房
本片是自《蜘蛛人：無家日》以後在票務網站Fandango上預售票房最高的漫威電影宇宙系列電影。2022年4月，在本片上映之前，稱影片的北美首週末開畫票房預計落在1.90億至2.10億美元之間，美國國內總票房預計落在4.5億至5.60億美元之間，但結果不似預期而落在4.11億美元。
北美方面，本片上映的首日收穫9000萬美元（含周四晚點映的3600萬美元），創下北美地區第七高的電影開畫成績。開畫首周末，影片收穫1.87億美元，創下北美地區第十一高的成績，並在開畫次周末收穫6100萬美元。影片的開畫次周末票房比首周末票房下降了67%，外媒Deadline認為這是由於電影的口碑不佳以及它在CinemaScore上的評分，而EntTelligence則發現影院內開放的坐位減少了超過17%，導致上映時間減少和票房下降。開畫的第三周末，本片收穫了3160萬美元，電影總票房因而突破8億美元，成為疫情期間票房第二高的荷里活電影，僅次於《蜘蛛人：無家日》。開畫第四周末，影片收穫1640萬美元，超越《蝙蝠俠》而成為2022年北美地區最高票房的電影。開畫第五周末，影片總票房突破9億美元。
本片在20個海外市場上映首日收穫2720萬美元，分別為前作《奇異博士》和《蝙蝠俠》的開畫成績的153%和210%，但仍然比《蜘蛛人：無家日》少4%。其中菲律賓和泰國的開畫成績達120萬美元，創下兩國疫情期間最高的電影開畫成績。影片在英國、法國和德國的開畫成績分別達300、220和180萬美元，創下三國疫情期間第二高的電影開畫成績；在日本創下當地疫情其間第二高的外地電影開畫成績，以及當地第三高的漫威電影宇宙電影首映成績，僅次於《復仇者聯盟：終局之戰》及《蜘蛛人：無家日》。華特迪士尼公司則保持着韓國第二高的電影開畫成績，僅次於《復仇者聯盟：終局之戰》。本片在馬來西亞的開畫成績達160萬美元，創下當地第二高的電影開畫成績；在拉丁美洲的點映成績達1300萬美元，包括在墨西哥和巴西分別收穫350萬和270萬美元；截至2022年5月30日，票房成績最好的市場分別為韓國（4830萬美元）、英國（4650萬美元）、墨西哥（3850萬美元）、巴西（3130萬美元）和澳洲（2470萬美元）。
| 上一届： 《壞蛋聯盟》     | 2022年美國週末票房冠軍 第18-20週 | 下一届： 《捍衛戰士：獨行俠》 |
| 上一届： 《蝙蝠俠》       | 2022年香港一週票房冠軍 第18-20週 | 下一届： 《捍衛戰士：獨行俠》 |
| 上一届： 《蝙蝠俠》       | 2022年香港週末票房冠軍 第19-21週 | 下一届： 《捍衛戰士：獨行俠》 |
| 上一届： 《媽的多重宇宙》 | 2022年台北週末票房冠軍 第19-21週 | 下一届： 《捍衛戰士：獨行俠》 |
| 上一届： 《媽的多重宇宙》 | 2022年日本週末票房冠軍 第19週    | 下一届： 《捍衛戰士：獨行俠》 |

### 評價
《奇異博士2：失控多重宇宙》收到多數影評人的好評。根据評論匯總网站爛番茄汇总的464篇评论文章，73%的评论家给予该作正面评价，使之獲得「認證新鮮」標識，平均打分为6.5分（满分10分）。在Metacritic上，65位影評人共給予了60分的分數（滿分100分），這部電影獲得了「評價褒貶不一或一般」。受CinemaScore調查的觀眾對電影的平均評分為“B+”，而PostTrak的報告則顯示82%的觀眾給予了積極的評分，69%的觀眾表示必定推薦。

## 相關媒體

### 紀錄片特輯
2021年2月，迪士尼宣佈製作紀錄片影集《漫威影業：創作大本營》，包括漫威電影宇宙電影和影集項目的幕後製作花絮，並採訪主要演員和創意團隊。以電影《奇異博士2：失控多重宇宙》為主題的特輯於2022年7月8日釋出。

## 未來計劃
2022年4月，主演班奈狄克·康柏拜區表示希望繼續飾演「奇異博士」史蒂芬·史傳奇：「我沒有厭倦這個角色，還能賦予他更多內容。」

## 備註
1. ↑  依照漫威電影宇宙上映次序。
2. ↑  依照漫威電影宇宙中故事發生的時間次序，參見漫威电影宇宙#時間線。
3. ↑  參見2021年電影《蜘蛛俠：不戰無歸》。
4. ↑  盧恩字母此前於劇集《汪達幻視》的第八集中首次出現，為阿加莎·哈克尼斯所使用的魔法之一；汪達·麥西莫夫其後在第九集中使用盧恩字母封印並奪走阿加莎的所有法力，繼而成為緋紅女巫。
5. 1 2  參見2021年片集《汪達幻視》。
6. ↑  以靈魂出竅的方式穿越多元宇宙，能附身在任何宇宙中的自己。
7. ↑  主宇宙劇情參見2018年電影《復仇者聯盟3：無限之戰》。

## 外部連結
- 官方网站

- 互联网电影数据库（IMDb）上《奇異博士2：失控多重宇宙》的资料（英文）
- Metacritic上《奇異博士2：失控多重宇宙》的資料（英文）
- 爛番茄上《奇異博士2：失控多重宇宙》的資料（英文）
- Box Office Mojo上《奇異博士2：失控多重宇宙》的資料（英文）
- AllMovie上《奇異博士2：失控多重宇宙》的资料（英文）
- 開眼電影網上《奇異博士2：失控多重宇宙》的資料（繁體中文）
- 豆瓣电影上《奇異博士2：失控多重宇宙》的資料 （简体中文）
- 时光网上《奇異博士2：失控多重宇宙》的資料（简体中文）